# دبليو 42 (قنبلة نووية)
دبليو 42 هو سلاح نووي انشطاري أمريكي تم تطويره في عام 1957.
في ديسمبر 1957 طلب الجيش من لجنة الطاقة الذرية تطوير رأس حربي نووي لصاروخ هوك منخفض إلى متوسط الارتفاع على سطح-جو. في يوليو 1958 تمت الموافقة على الخصائص العسكرية للرأس الحربي الجديد وبعد شهرين تم إلغاء شرط وجود صواريخ هوك برأس حربي نووي وتم إلغاء المشروع في يونيو 1961.